# Хейкинхеймо, Харрас
Харрас Хейкинхеймо (фин. Harras Heikinheimo, 21 сентября 1914 — 1 марта 1999) — финский шахматист.
Выступал преимущественно во внутренних соревнованиях. Наиболее известен тем, что в составе национальной сборной Финляндии принимал участие в шахматной олимпиаде, которая проходила в Дубровнике в 1950 г. В этом соревновании Хейкинхеймо выступал на 2-й запасной доске (другие участники команды — Э. Бёк, К. Оянен, Р. Ниеми, А. Ниемеля и С. Хелле). Он сыграл 6 партий, из которых выиграл 3 (у Р. Крепо, К. Палды и Х. Конгсхавна), проиграл 2 (Л. Эвансу и Х. Нильсену). Партия с А. Отонеосом завершилась вничью.